# Dicallaneura casis
Dicallaneura casis är en fjärilsart som beskrevs av Jordan 1912. Dicallaneura casis ingår i släktet Dicallaneura och familjen Riodinidae. Inga underarter finns listade i Catalogue of Life.